# Nemetschke
Nemetschke ist ein Familienname. Ein Teil der Nemetschke stammen aus Böhmen in der Nähe von Königinhof an der Elbe (Dvůr Králové nad Labem) und waren ursprünglich Kleinbauern und Häusler.

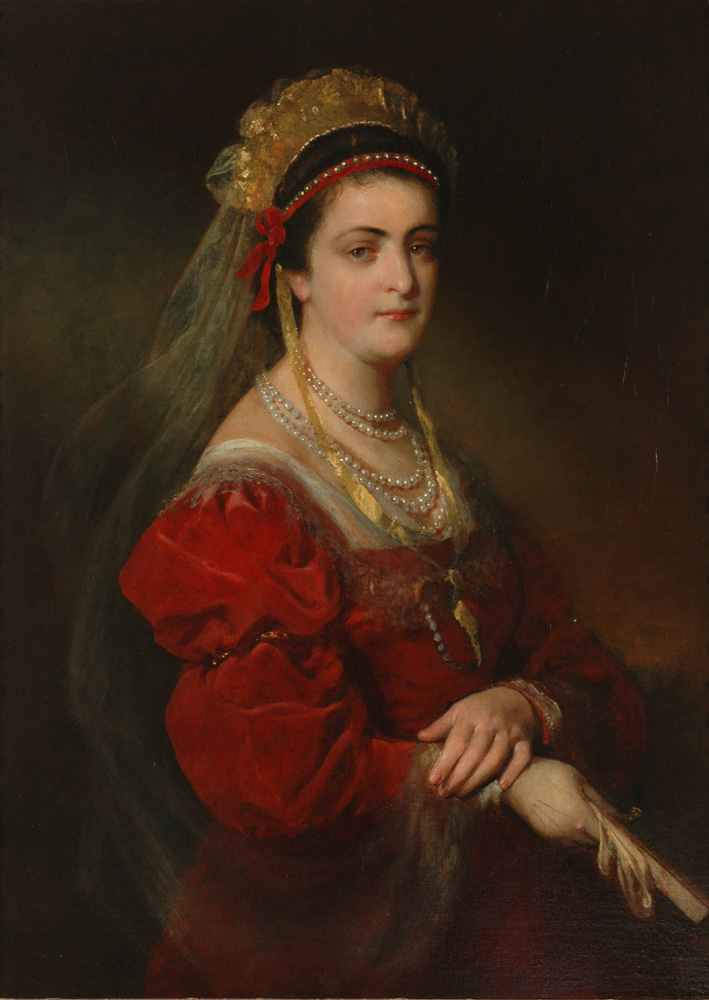
Marie Gräfin Hoyos Amerling, geb. Nemetschke (1881)

- Franz Nemetschke (1813–1883), Klavierhändler und k.k. Hof-Clavierhändler[1]
- Eduard Nemetschke (1843–1887), Sohn von Franz Nemetschke und k.u.k. Hof-Clavierhändler[2]
- Marie Nemetschke († 3. April 1914), Tochter von Franz Nemetschke, geschiedene Paterno, 4. Ehefrau von Friedrich von Amerling und ab 26. März 1893 Ehefrau von Graf Josef Hoyos[3]
- Christine Nemetschke (1851–1914), Tochter von Franz Nemetschke, Ehefrau von Franz Schaup[4]
- Johann Nemetschke, Klavierhersteller (1872–1931), Begründer der J.Nemetschke Klavierfabrik (1896) <--http://www.klavierfabrik.at/deutsch/klavier-piano-mietklavier-nemetschke-wien-firmengeschichte.html -->
- Josef Nemetschke, Klavierhersteller
- Rudolf Nemetschke (1864–1940), Bauingenieur und Stadtbaumeister
- Rudolf Nemetschke (1902–1980), österreichischer Industrieller und Sportfunktionär.

## Belege
1. ↑  Todesanzeige Franz Nemetschke. In: Nr. 53. Badener Bezirks-Blatt, 3. Juli 1883, S. 4, abgerufen am 8. Juli 2009.
2. ↑  Todesanzeige Eduard Nemetschke. In: Nr. 126. Badener Bezirks-Blatt, 20. Oktober 1887, S. 5, abgerufen am 15. Juli 2009.
3. ↑  Wien Geschichte: "Künstlerhaus-Preise (11) Marie-Gräfin-Hoyos-Amerling-Preis", Stand: 22. Februar 2016
4. ↑  Todesanzeige Christine Schaup geb. Nemetschke. In: Nr. 71. Badener Zeitung, 5. September 1914, S. 14, abgerufen am 20. Juli 2009.